# FK Karabalta
Maillots
Le Futbal Klubu Karabalta (en kirghize : футбол клубу Карабалта), plus couramment abrégé en FK Karabalta, est un club kirghiz de football fondé en 1992 et basé dans la ville de Karabalta, dans le nord du pays.

## Histoire
Fondé à Karabalta en 1992 sous le nom de KVT Khimik Karabalta, le club est l'un des membres fondateurs du championnat national, mis en place la même année. Il termine à une décevante dixième place.
En dépit d'une présence régulière au plus haut niveau, le Khimik n'a remporté aucun trophée national, que ce soit en championnat, où son meilleur résultat est une quatrième place ou en Coupe du Kirghizistan, dont il n'a jamais atteint la finale.

## Noms successifs
- 1992 : Khimik Karabalta
- 1995 : Dinamo Karabalta
- 2001 : Bakay Karabalta
- 2003 : Jayil-Baatyr Karabalta
- 2009 : Khimik Karabalta
- 2015 : FK Karabalta

## Palmarès
| Compétitions nationales                                           | Compétitions soviétiques |
| ----------------------------------------------------------------- | --- |
| - Championnat du Kirghizistan D2 (2) : - Champion : 2014 et 2015. | - Championnat de la RSS du Kirghizistan (2) - Champion : 1962 et 1964. - Coupe de la RSS du Kirghizistan (6) : - Vainqueur : 1954, 1957, 1958, 1962, 1963 et 1964. |